# Альбатрос сірощокий
Альбатрос сірощокий (Thalassarche cauta) — морський птах середнього розміру родини альбатросових (Diomedeidae). Гніздиться на островах Південного океану, інколи долітає до північних районів Тихого океану. Цей альбатрос раніше розглядався як один вид разом з Thalassarche eremita і Thalassarche salvini. Сам вид зараз поділяється на два підвиди, T. c. cauta та оклендський білошапочний альбатрос (T. c. steadi), а деякі автори пропонують виділення їх в окремі види, хоча цей поділ не набув підтримки.

## Галерея

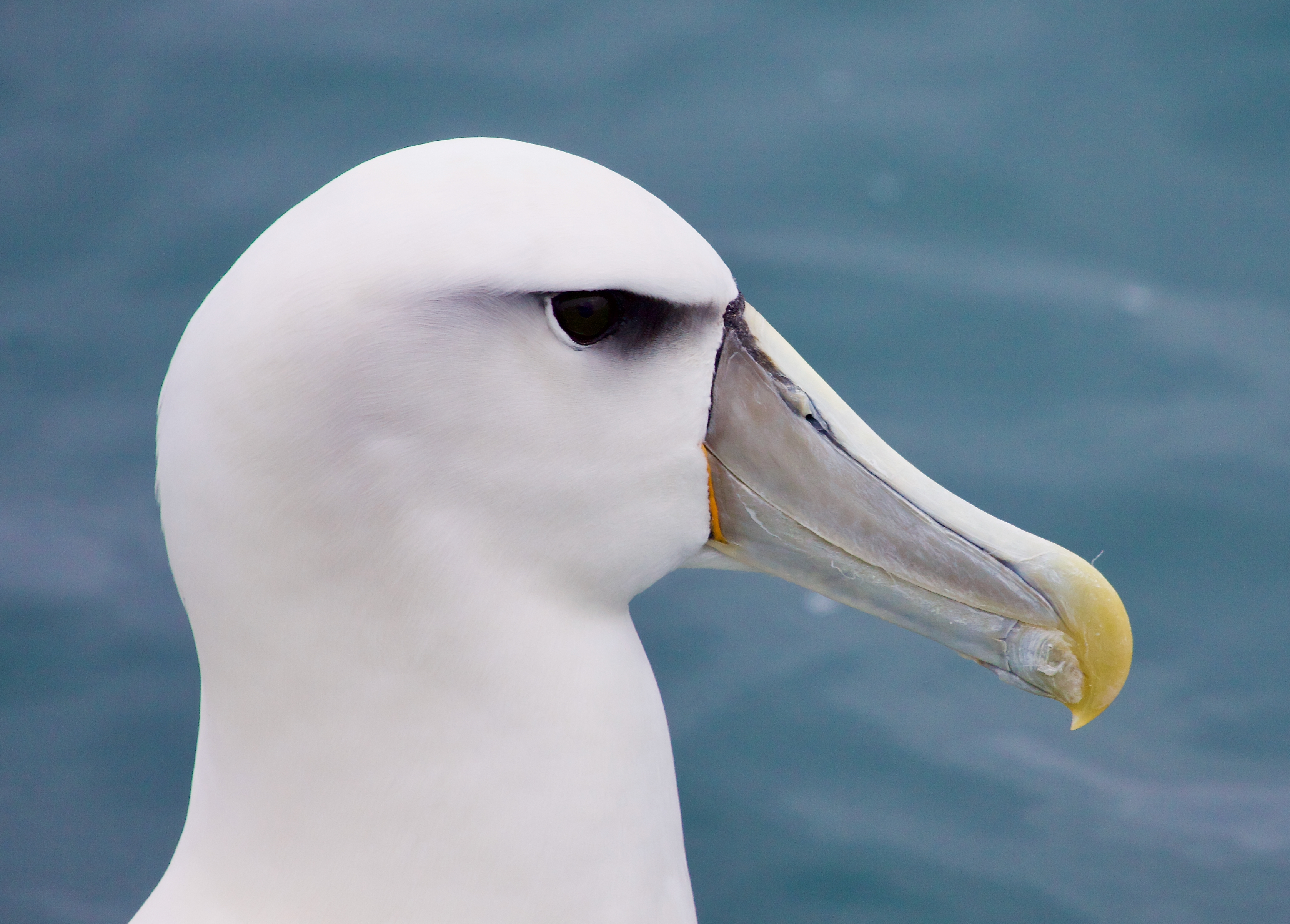
Голова Thalassarche cauta
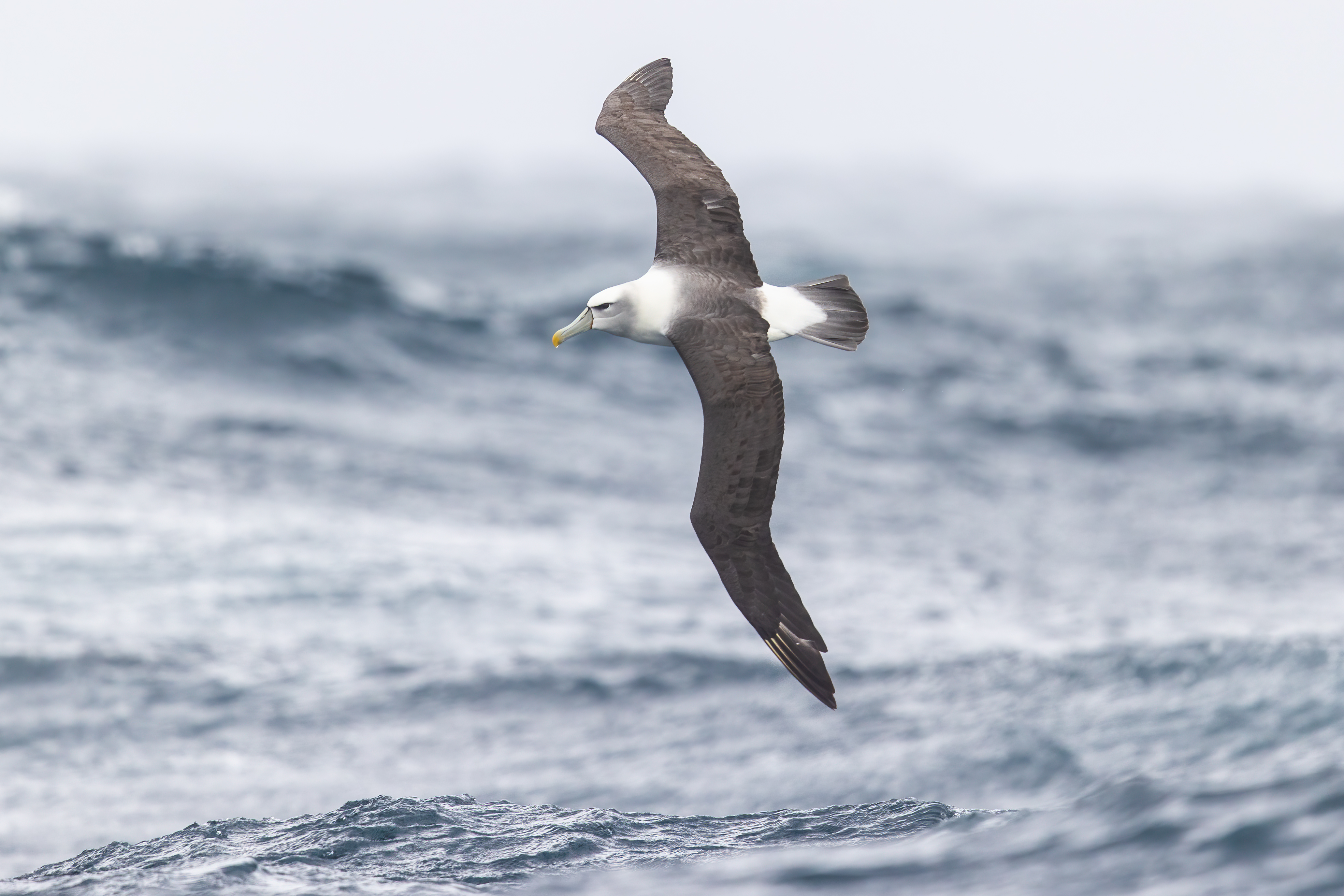
У польоті, півострів Тасман